# Idaea subfervens
Idaea subfervens là một loài bướm đêm trong họ Geometridae.